# ジャルダン・デ・フルール
ジャルダン・デ・フルールは、東京都港区の南青山にある花屋である。

## 概要
2002年、ギンザ・コマツ内で東信と椎木俊介の二人が開店し、現在は東京・南青山に店舗を構える。店名はフランス語で「花の庭」の意である。

## 特徴
店舗に花卉の買い置き保存は一輪も置かずにコンクリートとステンレスで内装された地下室で、フルオーダーメイド花屋として客から受注後に花卉を発注して仕入れ、客個々のイメージ、目的、シーンなど要望に応じた仕上げを特長とし、「オートクチュールの花屋」とも称されている。国内外ブランド、企業展示会、ショウ、イベントなどの装飾や、CM、映画、広告、雑誌など花卉を用いて多方面で表現活動しており、オーナー東はフラワーアティスト、椎木は東作品を撮影してフォトグラファー、としても活動している。